# Annus horribilis
是一个拉丁语短语，意为“可怕的一年”。这一表达有时类似汉语成语“多事之秋”。它与annus mirabilis互补，后者的意思是“精彩的一年”。

## 短语由来
1891年的英国国教会出版物中使用了一词来描述1870年，这一年罗马天主教会定义了教皇无误的教条。

## 伊丽莎白二世
1992年11月24日，英国女王伊丽莎白二世在伦敦市政厅庆祝其成为女王40周年的演讲中，将这一表达带到了现代，她说：
當我回首往事时，1992年將不會是讓我感到全然快乐的一年。用我的一位有同情心的筆友的說法，这一年是“可怕的一年”。
1992 is not a year on which I shall look back with undiluted pleasure. In the words of one of my more sympathetic correspondents, it has turned out to be an annus horribilis.
后来有人透露称，这位“有同情心的筆友”是她的前助理私人秘书爱德华·福特爵士。这一年王室发生了很多令人不快的事件，比如：
- 女王的第二个儿子約克公爵安德魯王子与他的妻子約克公爵夫人莎拉分居（3月19日）
- 女王的女儿安妮长公主与马克·菲利普斯上尉离婚（4月23日）
- 威爾斯王妃戴安娜的坦白书（英语：Tell-all book）《戴安娜：她的真实故事》（Diana: Her True Story）出版，揭露了她与女王的长子威爾斯親王查爾斯婚姻中的问题，尤其是他与卡蜜拉的婚外情（6月7日）；戴安娜与查尔斯分居（12月）
- 女王官邸温莎城堡发生火灾（11月20日）

## 科菲·安南
2004年12月21日，时任联合国秘书长科菲·安南在年终新闻发布会上使用了这一短语。他指出：“毫无疑问，这是特别艰难的一年，令我松了一口气的是，这可怕的一年即将结束。”舆论普遍认为这一言论暗指联合国伊拉克石油换食品计划中长期被指控存在腐败。他还谈到了阿富汗的动乱和暴力、刚果民主共和国、伊拉克、巴勒斯坦和苏丹（达尔富尔战争）等地的动荡和暴力；正在进行的联合国内部改革；以及社会对联合国和他本人的“持续批评”。不幸的是，在他发表讲话五天后，发生了2004年印度洋大地震及其引发的印度洋海啸，是這一年中造成最多死亡人數的災害。

## 胡安·卡洛斯一世
2007年，西班牙王室特别是胡安·卡洛斯一世国王也度过了艰难的一年。家庭悲剧和一系列争议导致西班牙报纸将这一年称为。